# Enric Rabassa
 (octobre 2014).
Si vous disposez d'ouvrages ou d'articles de référence ou si vous connaissez des sites web de qualité traitant du thème abordé ici, merci de compléter l'article en donnant les références utiles à sa vérifiabilité et en les liant à la section « Notes et références ».
Enric Rabassa Llompart, né le 19 avril 1920 à Barcelone (Catalogne, Espagne) et mort le 19 décembre 1980 dans la même ville, est un entraîneur espagnol de football.

## Biographie
Il joue à l'UE Sants.
Enric Rabassa entraîne brièvement le FC Barcelone lors de la saison 1959-1960 après qu'Helenio Herrera a été limogé à la suite de l'élimination du Barça en Coupe d'Europe.
Lors de cette brève période à la tête de l'équipe, Enric Rabassa parvient à remporter le match retour de la finale de la Coupe des villes de foires en 1960.
Il est remplacé la saison suivante par Ljubiša Broćić.
Rabassa entraîne aussi le CD Tenerife et le Deportivo La Corogne.

## Palmarès
Avec le FC Barcelone :
- Vainqueur de la Coupe des villes de foires en 1960